# Rudolf Vraniak
Rudolf Vraniak (13. prosince 1931 – 19. prosince 2022) byl československý basketbalista, mistr Československa 1961 a trenér.
V československé basketbalové lize hrál za kluby VSS Košice a Iskra Svit, s nímž získal titul mistra Československa (1961), titul vicemistra (1962 ), dvě třetí místa (1963, 1965) a tři čtvrtá místa. Celkem odehrál 15 ligových sezón (1955–1971) a od zavedení ligových statistik (1962–1963) zaznamenal 2421 bodů.
S týmem Iskra Svit hrál v Poháru evropských mistrů 1961–1962 – ve čtvrtfinále byli vyřazeni týmem CSKA Moskva a v Poháru vítězů pohárů 1970, v osmifinále byli vyřazeni belgickém týmem BC Standard Lutych.
V letech 1980 až 1988 byl 6 sezón trenérem ligového družstva Chemosvit Svit, s nímž získal titul vicemistra Československa 1985 a čtvrté místo v roce 1987. S týmem Chemosvit Svit startoval v Poháru vítězů pohárů 1986, v 1. kole vyřadili turecký Fenerbahce SK Istanbul, v osmifinále byli vyřazeni francouzským Stade Francais BC Paříž.

## Hráčská kariéra

### Kluby
- 1955–1956 VSS Košice – 7. místo (1956)
- 1957–1971 BK Iskra Svit, 14 sezón – mistr Československa (1961), vicemistr (1962), 2× 3. místo (1963, 1965), 3× 4. místo (1964, 1967, 1969), 5. místo (1966), 2× 6. místo (1959, 1968), 2× 8. místo (1970, 1971), 9. místo (1958), 10. místo (1960)
- Československá basketbalová liga celkem 15 sezón (1955–1971) a 1503 bodů
  - mistr Československa (1961), vicemistr: (1962), 2× 3. místo: 1963, 1965)

### Evropské poháry klubů
- Iskra Svit
  - Pohár evropských mistrů – 1961–62 4 zápasy (2–2, skóre 259–288): osmifinále: Honvéd Budapešť, Maďarsko (75–58, 74–90, postup rozdílem jednoho bodu), čtvrtfinále: CSKA Moskva (57–55, 53–85)
  - Pohár vítězů pohárů – 1969–70 2 zápasy, osmifinále: Standard BC Lutych, Belgie (72–81, 67–101)

## Trenér
- 1980–1981, 1983–1988 Chemosvit Svit – vicemistr (1985), 4. místo (1987), 5. místo (1986), 6. místo (1981), 10. místo (1984), 11. místo (1988)
- Pohár vítězů pohárů – 1985–86 (celkem 4 zápasy), 1. kolo: Fenerbahce SK Istanbul, Turecko (104–76, 71–94), osmifinále: Stade Francais BC Paříž, Francie (80–84, 71–103).